# Gonarezhou-Nationalpark
Der Gonarezhou-Nationalpark (englisch Gonarezhou National Park) ist nach dem Hwange-Nationalpark der zweitgrößte Nationalpark Simbabwes. Zusammen mit dem Kruger-Nationalpark Südafrikas und dem Limpopo-Nationalpark in Mosambik sowie einigen kleineren Schutzgebieten bildet er den Länder übergreifenden Great Limpopo Transfrontier Park. Gonarezhou bedeutet Ort vieler Elefanten.

## Lage
Der Gonarezhou-Nationalpark liegt im Südosten des Landes in der Provinz Masvingo an der Grenze zu Mosambik. Die Flüsse Mwenezi im Südwesten und Save im Nordosten bilden natürliche Grenzen des Nationalparks.

## Geschichte
Der Gonarezhou-Nationalpark entstand 1975 aus einem 1968 eingerichteten Schutzgebiet. Bereits seit 1934 existierte auf dem Gebiet des heutigen Parkes das Gonarezhou Game Reservat. Während des Bürgerkrieges in Simbabwe war der Park für Besucher gesperrt und wurde erst 1994 wieder eröffnet. Aufgrund des auch nach der Wiedereröffnung anhaltenden Bürgerkrieges im Nachbarland Mosambik und der wenigen Besucher wurde der Park nie wirklich für den Tourismus ausgebaut. Mit dem Beginn der gewaltsamen Landreform durch den ehemaligen Präsidenten Robert Mugabe im Jahr 1999 wurde bis zu einem Drittel des Parks von der umliegend wohnenden Chitsa-Bevölkerung besetzt und durch Siedlungen, landwirtschaftliche Nutzung sowie Wilderei zerstört. Seit 2004 versucht die Regierung, die illegalen Siedler umzusiedeln und an der Verwirklichung des Jahres vorher beschlossenen Great Limpopo Transfrontier Park Projekts zu arbeiten. Durch die anhaltenden Unruhen, die hohe Inflation und ausbleibende Touristen fehlen dem Land ausreichende finanzielle Mittel dazu.

## Landschaft
Größtenteils liegt der Nationalpark unter 400 Meter über dem Meeresspiegel im sogenannten Lowveld. Im südlichen Teil durchschneidet die Eisenbahnlinie von Rutenga nach Maputo, Mosambik den Park. Im nördlichen Teil durchschneidet der Runde Fluss den Park, bevor dieser kurz vor der mosambikanischen Grenze in den Save Fluss mündet. Hier befindet sich der mit 162 Meter über dem Meeresspiegel tiefste Punkt Simbabwes. Gegenüber dem afrikanischen Hochland sind die Temperaturen im Lowveld höher und es fällt weniger Regen.

### Flüsse im Park
Die meisten kleineren Flüsse im Park führen nur in oder nach der Regenzeit Wasser. Die beiden großen Flüsse Runde und Save sind ganzjährig wasserführend. In trockenen Jahren wird der Wasserstand des Mwenezi durch Staudämme und Wasserentnahmen im oberen Flusslauf stark beeinflusst.

### Felsklippen
Im Norden haben sich entlang der Flüsse grandiose Landschaften mit Sandsteinfelsen wie der Chilojo Cliffs gebildet.

## Vegetation
Im Park wechseln sich Grassavannen, Buschland und Wälder (unter anderem Baobab und Bergakazie) ab. In den letzten Jahrzehnten hat sich die Vegetation in großen Teilen des Parks verändert. Wald und Dickicht wurden zurückgedrängt. Buschsavannen und Graslandschaften breiten sich aus.

## Tierwelt
Der Nationalpark ist trotz seiner Probleme bekannt für seine vielfältige Tierwelt. Er ist insbesondere für seine große Vogelwelt bekannt. Viele Antilopen-Arten leben im Park, darunter auch die Nyala-Antilope und das Moschusböckchen. Von den zu den Big Five zählenden Tieren sind Elefant, Büffel, Löwe und Leopard zu finden.
Sowohl das Breitmaulnashorn als auch das Spitzmaulnashorn sind bereits lange aus dem Park verschwunden. Ein erster Versuch zwischen 1969 und 1971 in dem Gebiet des heutigen Nationalparks Spitzmaulnashörner wieder anzusiedeln scheiterte. In den 1990er Jahren wurde das letzte Nashorn von Wilderen erlegt. Ein weiterer Versuch soll nun gestartet werden.
1992 führt eine Dürrekatastrophe zum Verschwinden der Lichtenstein-Antilope. Hunderte von Elefanten mussten in andere Schutzgebiete umgesiedelt werden.
Die Tierwelt im Park leidet stark unter der fortdauernden Wilderei. Gerade für den afrikanischen Elefanten dürfte die Situation im Park nach der Lockerung des Elfenbeinhandels zum 15. Juli 2008 nun schlechter werden.

## Felszeichnungen
Im Nationalpark sind an zwei Stellen im nördlichen Bereich Felszeichnungen von Breitmaulnashörnern nachgewiesen. Das Alter der Felszeichnungen wird allerdings nur auf 500 bis 700 Jahre geschätzt.

## Infrastruktur / Tourismus
Lange Zeit gab es im Gonarezhou-Nationalpark so gut wie keine touristische Infrastruktur. Die Wege befanden sich in einem sehr schlechten Zustand. Unterkünfte (Lodges) existierten überhaupt keine. Es gab nur einige als Zeltplätze ausgewiesene Stellen mit minimaler Einrichtung im Park.
Erst im Jahr 2006 wurden durch die Zimbabwe National Parks and Wildlife Management Authority ein Camp und drei Lodges errichtet sowie 170 Kilometer Straße instand gesetzt.

### Parkeingänge
Der Park ist über zwei Eingänge zu erreichen. Die Region um die Flüsse Runde und Save ist über die Straße von Chiredzi Richtung Harare zu erreichen. 18 Kilometer hinter Chiredzi zweigt eine Schotterpiste ab. Von der Straße bis zum Park sind es noch 34 Kilometer. Die Zufahrt zur südlichen Region zweigt von der Straße zwischen Masvingo nach Beitbridge etwa 20 Kilometer südlich von Rutenga ab. Von der Hauptstraße bis zum Park sind es noch 105 Kilometer.

### Straßen im Nationalpark
Der Park kann größtenteils nur mit einem Geländewagen besucht werden. Viele Wege sind in einem schlechten Zustand.

### Unterkünfte
- Lodges
  - Swimuwini rest camp
- Zeltplätze
  - Mabalauta Camping site
  - Chipinda Pools Camp
- Zeltplätze mit minimaler Ausstattung
  - Nyahungwe
  - Madumbini
  - Bopomela
  - Lisoda
  - Gota
  - Chitove
  - Chamaluvati
  - Chilojo
- Lodges außerhalb des Nationalparks
  - Mahenye Safari Lodge (angrenzend)
  - Chilo Gorge Safari Lodge (angrenzend)
  - Senuko Safari Lodge (angrenzend)

### Sonstiges
Im Park gibt es keine Einkaufsmöglichkeiten.